# Dospat Peak
Dospat Peak är en bergstopp i Antarktis. Den ligger i Sydshetlandsöarna. Argentina, Chile och Storbritannien gör anspråk på området. Toppen på Dospat Peak är 500 meter över havet.
Terrängen runt Dospat Peak är huvudsakligen kuperad, men åt sydost är den platt. Havet är nära Dospat Peak åt sydost. Trakten är glest befolkad. Närmaste befolkade plats är St. Kliment Ohridski Base, 14,7 kilometer sydväst om Dospat Peak. 